# NHL Challenge
NHL Challenge är en serie träningsmatcher runt september, som låter lag från NHL resa utanför Nordamerika på träningsläger och för att spela träningsmatcher mot europeiskt motstånd. Matcherna spelas på större europeiska rinkar men döms enligt NHL-regler av domare och linjemän från NHL.

## Lista över matcherna
2000
- 13 september, Vancouver Canucks vs MODO Hockey 5-2 (Globen, Stockholm)
- 15 september, Vancouver Canucks vs Djurgården Hockey 2-1 (Globen, Stockholm)

2001
- 17 september, Colorado Avalanche vs Brynäs IF 5-2 (Globen, Stockholm)

2003
- 16 september, Toronto Maple Leafs vs Jokerit 5-3 (Hartwall Arena, Helsingfors)
- 18 september, Toronto Maple Leafs vs Djurgården Hockey 9-2 (Globen, Stockholm)
- 19 september, Toronto Maple Leafs vs Färjestads BK 3-0 (Globen, Stockholm)

2009
- 30 september, Detroit Red Wings vs Färjestad BK 6-2 (Löfbergs Lila Arena, Karlstad)

2010
- 2 oktober, Boston Bruins vs Belfast Giants 5-1 (Odyssey Arena, Belfast)

2011
- 30 september, New York Rangers vs Frölunda HC 4-2 (Scandinavium, Göteborg)